# Barton Hollow
| Recensione | Giudizio |
| ---------- | -------- |
| AllMusic   |          |

Barton Hollow è il primo album in studio del gruppo musicale statunitense The Civil Wars, pubblicato nel 2011.

## Il disco
Il disco è stato pubblicato nel febbraio 2011 ed è stato registrato a Nashville, nel Texas. È stato preceduto dalla pubblicazione del singolo Barton Hollow, pubblicato nel gennaio 2011, mentre già dall'agosto 2011 era stato reso disponibile il brano Poison & Wine, pubblicato in un EP.
Nell'ambito dei Grammy Awards 2012, l'album ha ricevuto due riconoscimenti nelle categorie "miglior album folk" e "miglior interpretazione country di un duo o gruppo".

## Tracce
1. 20 Years – 3:02
2. I've Got This Friend – 3:24
3. C'est la mort – 2:30
4. To Whom It May Concern – 3:32
5. Poison & Wine – 3:40
6. My Father's Father – 3:21
7. Barton Hollow – 3:26
8. The Violet Hour – 3:26
9. Girl With the Red Balloon – 3:50
10. Falling – 3:59
11. Forget Me Not – 2:57
12. Birds of a Feather – 3:06

## Formazione
- Joy Williams - voce, piano, organo, campane
- John Paul White - chitarre, voce, banjo, basso

## Classifiche
| Classifica (2014) | Posizione raggiunta |
| ----------------- | ------------------- |
| Canada            | 16                  |
| Regno Unito       | 13                  |
| Stati Uniti       | 10                  |